# 南安中宪第
南安中宪第，又稱九十九間，位于中国福建省泉州市南安市石井镇延平东路12號，为一个省级文物保护单位，类型为古建筑，为第五批福建省文物保护单位，公布时间为2001年1月20日。
南安中宪第的历史年代为清。為石井鄭運錦家族宅第。